# Johann Tandler
Johann „Hans“ Tandler (* 30. September 1901 in Rudelzau;  † nach 1957) war ein österreichischer Fußballspieler. Der Verteidiger konnte zweimal österreichischer Meister mit den Amateuren werden.

## Karriere
Hans Tandler spielte zunächst für den Vienna Cricket and Football-Club in der Zweiten Klasse, ehe er 1923 vom Prater nach Ober Sankt Veit zu den Amateuren und damit in die Erste Klasse übersiedelte. Hans Tandler wurde zu einer der wichtigen Stützen der violetten Abwehr, ballsicher und schnell, aber auch ein guter Weitschussschütze und Elfmetergarant. Die ersten vier Jahre verliefen für den Verteidiger äußerst erfolgreich – er wurde je zweimal Vizemeister und österreichischer Meister – nämlich 1923/24 und 1925/26 – und gewann zudem auch dreimal den österreichischen Cup in Serie. Zur selben Zeit war Hans Tandler auch Stammspieler in der österreichischen Nationalmannschaft: zwölfmal spielte er in dieser Zeit in der Team-Abwehr, zumeist gemeinsam mit Karl Rainer oder Josef Blum von der Vienna.
Wie gleich mehrere Spieler der violetten Titelhamsterer verließ Hans Tandler zum Jahresende 1926 den Verein, gemeinsam mit Klubkollegen Viktor Hierländer ging er in die Vereinigten Staaten zu den New York Giants. Ab 1928 war er jedoch wieder in Ober Sankt Veit anzutreffen, wo er wieder für die Amateure, die nun Austria hießen, spielte. Gemeinsam mit Emil Regnard verteidigte er bis 1931 in der I. Liga, empfahl sich auch wieder für die Nationalmannschaft, für die er noch zu weiteren sechs Einsätzen kam. Besonders erwähnenswert ist dabei der 2:0-Sieg über die Schweiz vom 28. Oktober 1928, bei dem Hans Tandler beide Tore schoss – eines davon durch einen direkt verwandelten Freistoß von der Feldmitte.
Aber noch einmal folgte der hellblonde Verteidiger Hans Tandler den finanziellen Verlockungen des Auslands und ging nach einer Trainertätigkeit in Riga zunächst in die Schweiz zu Lausanne-Sports und danach nach Frankreich zum OGC Nice, bei dem er in der Division 1 spielte und anschließend als Trainer arbeitete, daneben eröffnete er in Nizza auch ein Restaurant.
Später ging der Wiener in die Türkei, wo er unter anderem Cheftrainer von Galatasaray SK wurde und die Mannschaft zum Sieg der Millî Küme 1939 führte und sich in Folge wiederum als Gastwirt niederließ. Bei einer Tournee der Austria Wien 1956/57 wurden sie in Istanbul bei Tandler mit traditioneller Wiener Küche verköstigt.

## Erfolge
- 2 × Österreichischer Meister: 1924, 1926
- 3 × Österreichischer Cupsieger: 1924, 1925, 1926
- 18 Spiele und 3 Tore für die österreichische Fußballnationalmannschaft von 1924 bis 1930